# Matthew Liberatore
Matthew Liberatore (Peoria, Arizona, 6 de noviembre de 1999) es un jugador profesional estadounidense de béisbol que se desempeña en la posición de lanzador en St. Louis Cardinals, equipo de las Grandes Ligas de Béisbol (MLB).

## Carrera
Fue seleccionado en la primera ronda en el Draft de la MLB de 2018. En 2022 hizo su debut profesional con el equipo St. Louis Cardinals, donde lleva jugando tres temporadas.